# Nomada temmasana
Nomada temmasana là một loài Hymenoptera trong họ Apidae. Loài này được Tsuneki mô tả khoa học năm 1986.